# Коттедж-Гроув (Вісконсин)
Коттедж-Гроув (англ. Cottage Grove) — селище (англ. village) в США, в окрузі Дейн штату Вісконсин. Населення — 7303 особи (2020).

## Географія
Коттедж-Гроув розташований за координатами 43°5′18″ пн. ш. 89°12′2″ зх. д. / 43.08833° пн. ш. 89.20056° зх. д. (43.088224, -89.200425).  За даними Бюро перепису населення США в 2010 році селище мало площу 9,03 км², з яких 9,02 км² — суходіл та 0,00 км² — водойми. В 2017 році площа становила 10,01 км², уся площа — суходіл.

## Демографія
Згідно з переписом 2010 року, у селищі мешкали 6192 особи в 2210 домогосподарствах у складі 1628 родин. Густота населення становила 686 осіб/км².  Було 2289 помешкань (254/км²).
Расовий склад населення:
| - 92,1 % — білих - 2,5 % — чорних або афроамериканців - 2,2 % — азіатів - 0,2 % — корінних американців - 1,1 % — осіб інших рас |

До двох чи більше рас належало 2,0 %. Частка іспаномовних становила 3,0 % від усіх жителів.
За віковим діапазоном населення розподілялося таким чином: 32,5 % — особи молодші 18 років, 59,8 % — особи у віці 18—64 років, 7,7 % — особи у віці 65 років та старші. Медіана віку мешканця становила 33,8 року. На 100 осіб жіночої статі у селищі припадало 96,1 чоловіків;  на 100 жінок у віці від 18 років та старших — 92,5 чоловіків також старших 18 років.
Середній дохід на одне домашнє господарство  становив 105 331 долар США (медіана — 91 698), а середній дохід на одну сім'ю — 112 918 доларів (медіана — 98 895). Медіана доходів становила 62 337 доларів для чоловіків та 43 395 доларів для жінок. За межею бідності перебувало 8,3 % осіб, у тому числі 13,8 % дітей у віці до 18 років та 0,0 % осіб у віці 65 років та старших.
Цивільне працевлаштоване населення становило 3747 осіб. Основні галузі зайнятості: освіта, охорона здоров'я та соціальна допомога — 25,2 %, фінанси, страхування та нерухомість — 10,0 %, мистецтво, розваги та відпочинок — 9,4 %, роздрібна торгівля — 8,9 %.